# Сільський лікар (збірка)
Сільський лікар (нім. Ein Landarzt) — збірка оповідань Франца Кафки, написаних переважно у 1917 році. Видавництво Kurt Wolff опублікувало її в 1919 році, як другу збірку оповідань Кафки після «Споглядання» (1912).
Кафка присвятив збірку своєму батькові. Він переказав Максу Броду реакцію батька, коли дарував йому збірку: «Поклади її на мою тумбочку».
Самі оповідання мають одну спільну рису: десь, на початку чи наприкінці тексту, виникає тривожний момент, який іноді називають «парадоксом Кафки».

## Оповідання
- Новий адвокат[en] (нім. Der neue Advokat)
- Сільський лікар (нім. Ein Landarzt)
- Вгору в галереї[en] (нім. Auf der Galerie)
- Старовинний манускрипт[en] (нім. Ein altes Blatt)
- Перед законом[en] (нім. Vor dem Gesetz)
- Шакали й араби[en] (нім. Schakale und Araber)
- Візит до шахти[en] (нім. Ein Besuch im Bergwerk)
- Наступне село[en] (нім. Das nächste Dorf)
- Імператорське послання (нім. Eine kaiserliche Botschaft)
- Турботи сім'янина[en] (нім. Die Sorge des Hausvaters)
- Одинадцять синів[en] (нім. Elf Söhne)
- Братовбивство[en] (нім. Ein Brudermord)
- Сон[en] (нім. Ein Traum)
- Звіт для Академії[en] (нім. Ein Bericht für eine Akademie)

## Історія видання
«Сільський лікар» — друга збірка оповідань Франца Кафки після «Споглядання» 1912 року. Оповідання «Перед законом» та «Сон», що увійшли до неї, були написані у 1914 році під час роботи над романом «Процес». Більшість інших творів Кафка написав взимку 1916—1917 років після дворічної творчої перерви, проживаючи на Золотій вуличці Празького Граду.
Остаточну версію збірки Кафка надіслав видавцеві 27 січня 1918 року. З написаних творів до неї не увійшло оповідання «На відрі верхи», яке було опубліковане пізніше.
Публікація була відкладена на два роки у зв'язку з Першою світовою війною. Збірка вийшла тільки наприкінці 1919 року (у книжці роком виходу вказаний 1920). Оповідання «Сільський лікар» та «Імператорське послання» з'явилися окремо в інших виданнях у 1918 та 1918 роках відповідно. Три інші твори з'явилися у двомісячнику «Марсіанин» (нім. Marsyas) у 1917 році. Загальний тираж збірника не перевищив 2000 примірників.